# Lexus CT200h
El Lexus CT200h és un cotxe híbrid, comercialitzat des de l'any 2010 per la marca comercial Lexus, filial de Toyota,als grans mercats europeus, americans i asiàtics. Fabricat al Japó, va ser presentat amb motorització híbrida des de l'inici, i no hi ha l'opció de comprar-lo només amb motor de gasolina o Motor dièsel, opció disponible en altres models de la marca. Equipat amb el mateix conjunt motopropulsor que el Toyota Prius o el Toyota Auris Hybrid, els supera en qualitats dinàmiques i, sobretot, en presentació i acabats de més luxe, i en preu.
Amb una longitud total de 4,32 metres, i carrosseria de cinc portes, se situa com a competidor de l'Audi A3 o del BMW 1, si bé amb les característiques pròpies del seu motor híbrid.

## Difusió
L'any 2011, primer any sencer al mercat, ha tingut 4.742 matriculacions a Europa, i 14.381 als EUA

## Motor
El motor de benzina de quatre cilindres i 1.798 c.c rendeix 99 Cavall de vapor a 5.200 rpm, i combina amb un motor elèctric de 82 Cavall de vapor, oferint una Potència física màxima de 136 Cavall de vapor, que degut a la particularitat del sistema híbrid no és mai la suma total del dos tipus de motor. Presenta un consum mitjà de 4,1 l/100 km i unes emissions de CO₂ de 94 g/km.
El canvi és automàtic, gestionat electrònicament, però el conductor pot escollir quatre opcions; normal, eco, esport i EV. Aquesta darrera permet, per trajecte curt i baixa velocitat, i si la Bateria elèctrica està prou carregada, circular com un cotxe elèctric. Les altres tres permeten modular l'estalvi de benzina o la recerca de Potència física.